# Бюиссон, Фердинанд Эдуард
Фердинанд Бюиссо́н (фр. Ferdinand Buisson; 20 декабря 1841, Париж — 16 февраля 1932, Париж) — французский педагог-реформатор, общественный деятель. Лауреат Нобелевской премии мира (1927). Ключевая мысль Бюиссона: «Мир через воспитание».

## Биография и общественно-политическая деятельность
Отец — судья Пьер Бюиссон (фр. Pierre Buisson, род. 1789), мать — Адель Орели де Рибокур (фр. Adèle Aurélie de Ribeaucourt). Отец Бюиссона был старше матери на 23 года. Младший брат — Бенжамен Поль Бюиссон (фр. Benjamin Buisson, 1846—1924).
В 1879—96 директор начального образования Франции. С именем Бюиссона связаны школьные реформы конца XIX в. (подготовка законов 80-х гг. о бесплатном обязательном начальном обучении, о светской школе и др.). По инициативе Бюиссона были организованы две высшие нормальные школы и введено чтение курсов педагогики на нескольких гуманитарных факультетах. С 1896 Бюиссон руководил кафедрой педагогики Сорбонны. По его почину был создан Педагогический музей. В 1902—1924 Бюиссон — депутат парламента (фракция радикал-социалистов). На выборах 1924 года прошёл списку левых от департамента Буш-дю-Рон, был вице-председателем палаты депутатов. Выступал свидетелем защиты на процессе коммунистов, обвиняемых в расстреле на улице Дамремон. В течение 1914—1918 годов занимал пост верховного комиссара по морским делам. Один из основателей «Лиги прав человека».

## Педагогическая деятельность
Бюиссон разрабатывал проблемы системы и структуры педагогического знания и категориально понятийного фонда педагогики. В своих книгах, статьях и речах Бюиссон обосновывал отделение школы от церкви (школы «нейтральной» по отношению к различным вероисповеданиям). Исключая преподавание религии из школьного курса, Бюиссон, однако, ввёл в программу морали понятие о боге «как совершенном существе» и «обязанностях человека по отношению к богу». Под редакцией Бюиссона в 80-х гг. был издан «Словарь педагогики и начального образования» в 4 книгах.

## Нобелевская премия
Нобелевская премия мира (1927) — «За деятельность, направленную на восстановление понимания между французским и германским народами».